# Abioi

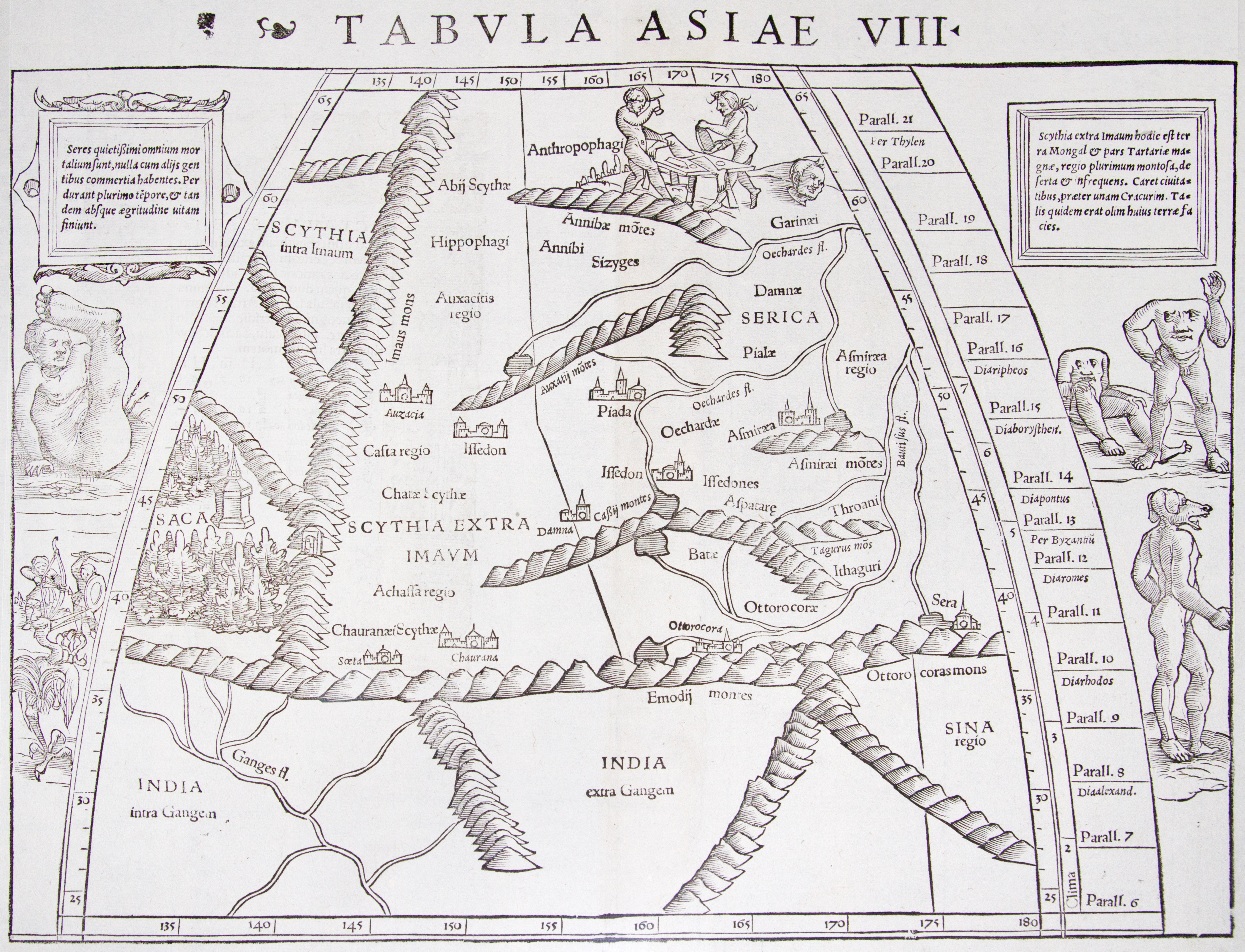
Ázsiai Szkítaország térképe

Az abioi (ἄβιοι) kifejezés – jelentése a görögben: élettelenek, állandó megélhetés és lakóhely híján tengődők, vagy ellenkezőleg, jómódúak – valószínűleg szkíta nép megszólítása Homérosz költeményében.
A leginkább igazságos embereknek mondott abioi nép neve az Iliaszban tűnik fel, tejivó kancafejők (hippémolgoi glaktophagoi: ιππημολγοι γλακτοφάγοι) stb. körében:
„Zeusz miután Hektórt s népét a hajók fele vitte,
ott is hagyta a fáradalom s örökös hadivész közt;
ő maga meg ragyogó szemeit másmerre vetette,
messze lovas thrákok tájékát vette szemügyre,
harcos műsz népét s tejivó jó kancafejőkét
és az igazszívű abiosz népnek mezejét is;
Trója felé már nem fordult ragyogó szeme többé:
mert nem hitte szivében, hogy valamely örök isten
menne segítségére a trósznak vagy danaosznak.”
– Tizenharmadik ének: Harc a hajóknál (Devecseri Gábor fordítása).
Homérosz alighanem hallott a kelet-európai pusztán élő népekről, egyebek között a szkítákról, életmódjukról, szokásaikról. Kijelentései tehát nem egészen alaptalanok. A tejivó kancafejő és az abioi név azonban vélhetően költői képzeletének szülötte.
Homérosz állításait az ókor történetírói közül többen valószerűnek tekintették, és a felsorolt neveket s jelzőket (abioi, glaktophagoi, hippémolgoi) a kelet-európai pusztán honos népekre, jobbára szkítákra, tulajdonnévként aggatták. Ekképpen öltött testet pl. a latinos Scythae Agavi, Hippémolgi, Galactophagi (és Galactopotae), valamint az Abii nevű népcsoport. Agavi és Abii valószínűleg ugyanazon tőről származik. Utóbbit önálló népként (Gabii) említi Aiszkhülosz, A megszabadított Prométheusz című művében. Legigazságosabb, vendégszerető embereknek nevezi őket, kik a megműveletlen föld vadon termő gyümölcseivel élnek. Szálláshelyükről azonban nem ad hírt.
Nikolaosz Damaszkénosz (i. e. 1. század) Csodálatos szokások gyűjteménye című művének 123. szakaszában – amint ezt leírásából kikövetkeztethetjük – a királyi szkítákat illeti abioi névvel:
„A galactophágok (tejevők) scytha nép, házatlanok valamint a scythák legnagyobb része. Eledelök csak kanczatej, melyből turót csinálván esznek és isznak; és ezért nehezen meghódíthatók, velök lévén mindenütt az élelem. Ezek Dariust is megfutamitották. Ők továbbá a legigazságosabbak is, közösen birva a jószágokat és nőket, ugy hogy az öregebbeket atyáiknak, a fiatalabbakat fiaiknak, az egykoruakat testvéreiknek nevezik. Ezek közől való Anacharsis is, a hét bölcs egyikének tartatva, a ki Hellasba jött, hogy tanulja meg a görögök szokásait.Ezeket Homér is említi, a hol mondja: »A közelről harcoló mysoknak és dicső Kanczafejőknek s takarékos élelmü Tejevőknek, legigazságosabb embereknek.« (Ilias 13. 5–6, v.)Abioknak (άβίους) nevezi pedig őket vagy azért, mivel földet nem mivelnek, vagy mivel háztalanok, vagy mivel csupán ezek használnak ijakat; mert az ijat βιός-nak nevezi (a költő).Mondják, hogy ezeknél még senkiről sem beszélték, hogy irigykedett, gyülölt vagy félt volna, életök közössége és igazságuk miatt. Nejeik nem kevésbé harcziasok mint a férfiak, s együtt mennek ezekkel a háboruba, midőn szükséges.” – Télfy János fordítása.
Sztephanosz Büzantiosz szerint a szóban forgó nemzet névadója az Abianosz (Αβιανος) folyócska, mely a Fekete-tenger északi partvidékén, talán Hülaié (Erdőség: Υλαιη), más néven (vélhetően a szkíták nyelvén, de görögösen) Abiké (Αβικη) tartományban, a Dnyeper torkolata táján kanyarog.
A földrajzi stb. ismeretek gyarapodásával sokasodtak a kétségek. Sztrabón például vitatja a felsorolt népek kilétét. A nem azonosítható neveket a földabroszokon mind távolabbra helyezték, az ismert világ ködbe burkolózó pereméhez, illetve Közép-Ázsia területére.
Az ókor történetírói III. Alexandrosz, makedón király ázsiai hadjáratai nyomán szereztek tudomást a közép-ázsiai szkítákról, azaz a szakákról, illetve az avarokról. Az abioi nevet, hasonlóság alapján, hozzájuk kapcsolták. Eleinte lakóhelyüket pontosabban nem tudták megállapítani. Ptolemaiosz művében pl. az Abioi Szküthai (Αβιοι Σκυθαι) név az Imaosz hegységen túli Szkítaország északi mezsgyéjén – az Altaj vidékén – szerepel, a lóevő szkíták (Hippophagoi Szküthai: Ιπποφαγοι Σκυθαι) tőszomszédságában.
Arrianus, illetőleg Quintus Curtius Rufus munkájában az abioi cím valóságos népet jelöl. A daha néven is említett avarokat és az abioi szkítákat azonban különböző nemzeteknek tekintik. Amazok szálláshelyét hozzávetőlegesen ismerik, emezek birtokairól ellenben nem nyilatkoznak. Beszámolójuk szerint, amikor Alexandrosz Marakanda (Szamarkand) városában időzött, küldöttség érkezett hozzá az abioi szkítáktól. Nevezett nép II. Kurus, perzsa király halála óta önálló, és – Homérosz szavai szerint – igazságos és békés természetű.
Ammianus Marcellinus szerint az abioi nép szállását Hürkánia tartománytól északra találjuk. Mondott helyen, a mai Dihisztán országrészben, továbbá a Kopet-dag északi lábainál és a Tejen (Harī Rūd) folyó vidékén laktak hajdanában az aparnoi (απαρνοι), apasziakai (απασιακαι), aszpasziakai (ασπασιακαι), aszpiszioi (ασπισιοι), attaszioi (αττασιοι), augaszioi (αυγασιοι), daai (δααι), daoi (δαοι), parnoi (παρνοι), paszianoi (πασιανοι), pauszikai (παυσικαι) stb. névvel is felruházott avarok.